# NGC 677
NGC 677 je galaksija u zviježđu Ovan.

## Vanjske poveznice
- SEDS: NGC 0677